# Luís Cardoso

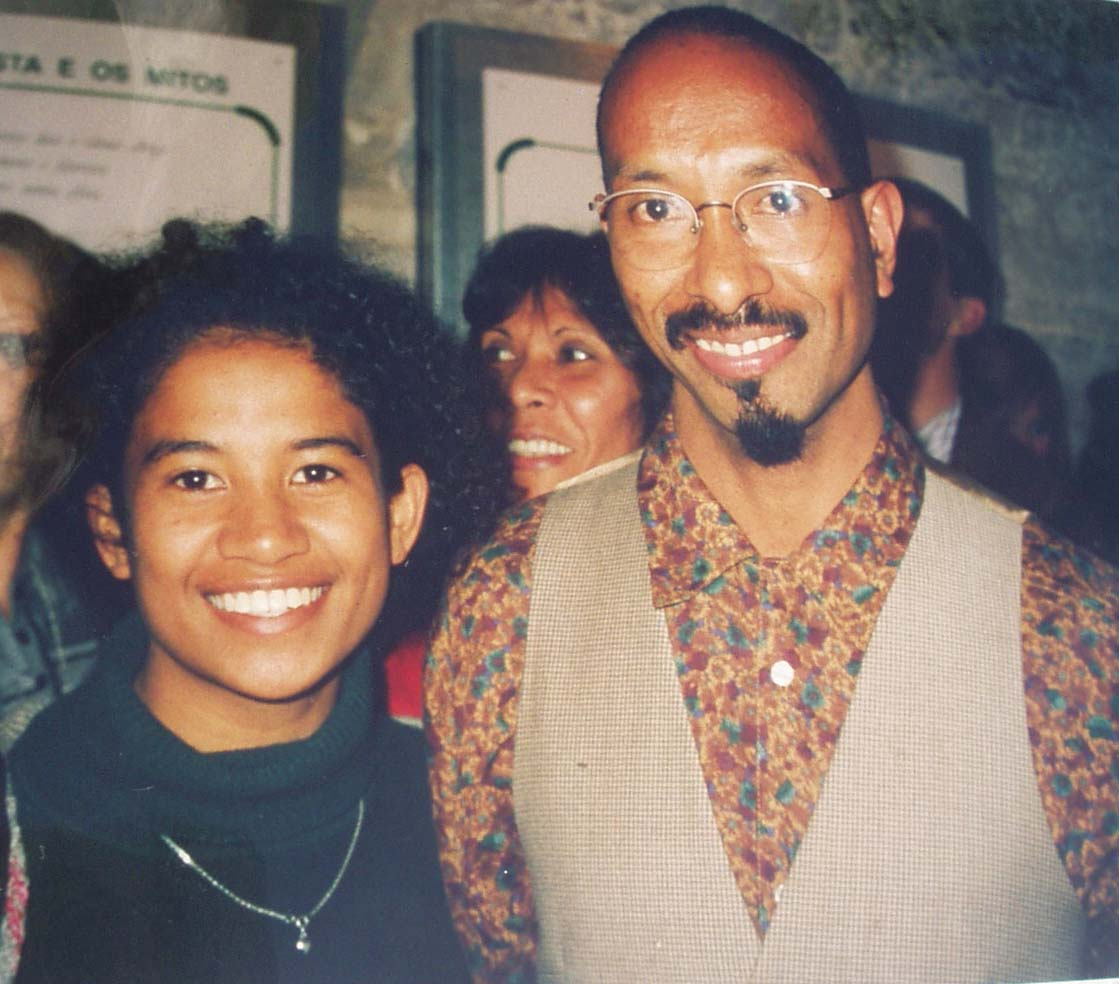
Luís Cardoso (rechts), 1992

Luís Cardoso de Noronha (* 8. Dezember 1958 in Cailaco, Portugiesisch-Timor), Kampfname Takas, ist ein Schriftsteller aus Osttimor, der in Portugal lebt.

## Werdegang
Cardoso ging auf das Colégio in Soibada, das Priesterseminar in Dare und das Liceu Francisco Machado in Dili zur Schule. Nach der Nelkenrevolution 1974 ging er für seine weitere Ausbildung nach Portugal an das Instituto Superior de Agronomia und studierte dort Forstwirtschaft. Wegen der indonesischen Invasion in Osttimor blieb Cardoso in Portugal. Dort engagierte er sich im Conselho Nacional de Resistência Maubere, dem Dachverband des osttimoresischen Widerstands gegen die Indonesier. Beruflich ist er als Lehrer für Portugiesisch und Tetum tätig.
Cardoso ist verheiratet und hat eine Tochter.

## Schaffen und Auszeichnungen
In seinen Werken, die in mehrere Sprachen übersetzt wurden, greift Cardoso immer wieder die Geschichte Osttimors auf. In Requiem para o navegador solitário von 2007 schreibt er über den französischen Segler Alain Gerbault, der 1941 in Dili starb. In O ano em que Pigafetta completou a circum-navegação von 2013 erzählt Cardoso die Geschichte von drei Schiffen, die eine wichtige Rolle in der Geschichte Osttimors spielten: die O Arbiru, die Lusitânia Expresso und die Victoria, mit der Antonio Pigafetta als erster Europäer die Insel Timor erreichte. In seinem teils autobiographischen Roman Crónica de uma travessia – A época do ai-dik-funam schreibt Cardoso über den Befreiungskampf gegen die Indonesier.
Der Roman O Plantador de Abóboras erhielt in Brasilien den Prêmio Oceanos 2021, der jedes Jahr die besten in portugiesischer Sprache veröffentlichten Werke würdigt. Cardoso ließ sich für das Buch durch eine Frau inspirieren, die er bei einem Besuch seines alten Heimatlandes 2001 traf, das nach der letzten Gewaltwelle der Indonesier noch in Trümmern lag. Sie sagte, sie wolle den Bergen eine Geschichte erzählen, erzählte aber Cardoso von ihrer und der Geschichte Osttimors der letzten hundert Jahre, mit drei aufeinander folgenden Kriegen. Der Roman ist aus der Sicht einer Frau geschrieben, die ihren Verlobten 24 Jahre nicht mehr gesehen hat.
2023 erhielt Cardoso den Collar des Ordem de Timor-Leste.

## Werke
- Crónica de uma travessia – A época do ai-dik-funam (deutsch Chronik einer Überfahrt, englisch The Crossing) (1997)
- Olhos de Coruja, Olhos de Gato Bravo (2001)
- A última morte do Coronel Santiago (2003)
- Requiem para o navegador solitário (2007)
- O ano em que Pigafetta completou a circum-navegação (2012)
- O Plantador de Abóboras (2021)